# بستيلة
البَسْتِيلَة (Pastila) - (بالروسية: пастила́). هي سكاكر فاكهة روسية تقليدية. توصف بإنها «مربعات صغيرة من هريس الفاكهة المضغوط». كانت البستيلة في الإمبراطورية الروسية تُقدم مع الشاي، بقوام مشابه لقوام حلوى الخطمي ولكن بنكهة الفاكهة النقي.
يعود أقدم ذكر للبستيلة في المصادر الروسية المكتوبة إلى القرن السادس عشر. من المحتمل أن يكون الأسم لفظ دخيل من الكلمات الإيطالية «بَستيلو» (pastello) أو «بَستيلية» (pastiglia)، أو من الكلمة الفرنسية «باستّي» (pastille) والتي بدورها قادمة من اللاتينية «بَستيلوس» (pastillus) والتي تعني «رغيف» أو «فطيرة».
كانت البستيلة تعد في القرن االتاسع عشر من أنواع التفاح الروسي الحامض مثل انتونوفكا أو أنواع التوت مثل عنب الثور أو ثمار شجرة السمن أوالكشمش محلاة بالعسل أو السكر ومخففة ببياض البيض. تُخبز العجينة في فرن روسي لعدة ساعات، ثم تُقطع وتُرتب داخل صندوق مصنوع من خشب النغت ثم تُترك لتجف في الفرن نفسه.
كانت حلوى البستيلة وجبة باهظة في الإمبراطورية الروسية. بسعر واحد روبل ونصف أُنتِج في قصور النبلاء بواسطة العمال الأقنان. أرخص بستيلة كانت تُصنع من العسل بدلاً من السكر. وفر الفرن الروسي يومان من الحرارة المتناقصة بثبات لخبز العجينة. ثم يُمرر هريس الفاكهة من خلال غربال ليساعد على إبقاء بذور التفاح سليمة.
أُنتجِت البستيلة في الحقبة السوفيتية باستخدام تقنية محسنة صناعياً. وفقاً لويليام بوكليوبكين الخبير في المطبخ الروسي فإن هذه البستيلة المصممة على الطراز السوفيتي لا تعتمد على الخصائص الفريدة لموقد الفلاحين وهي أدنى بشكل ملحوظ من سابقاتها محلية الصنع. وفقدت شعبيتها في النهاية بواسطة حلوى الزيفير، وهي حلوى مصنوعة من مكونات مماثلة ولكن مع بياض البيض المخفوق وعوامل مثخنة.
في عام 2010، استعادت البستيلة التقليدية شعبيتها، وخاصة مع الأنواع المُنتَجة في مدن كولومنا وبيليف والمتاحة تجارياً على نطاق واسع.